# Söveges Gordana
Söveges Gordana (férje után Lipovšek, szlovénül: Gordana Šövegeš Lipovšek) (szül. 1975) magyar származású szlovén történész, levéltáros, kutató. A Maribori Területi Levéltár Muravidékért felelős részlegének vezetője.
Alsólendva mellett élő magyar családban született. Általános iskolai tanulmányait Alsólendván végezte, ugyanitt közgazdasági középiskolába járt. 1994-től a maribori egyetem pedagógia szakos hallgatója volt és 2000-ben professzori státuszt nyert történelemből és földrajztudományból. 2001-ben kapott állást a maribori levéltárnál, s 2002-ben letette a levéltárosi szakvizsgát. Napjainkban is a levéltár munkatársa. 2007 óta már főlevéltárosként dolgozik.
Egyik aktív szervezője az ún. nemzetközi levéltári kutatótáboroknak, amelyeket 1990 óta szervez Magyarország és Szlovénia területén a maribori, zalaegerszegi és szombathelyi levéltár, amelyeken középiskolás diákok vesznek részt. A táborok elsősorban a határmenti régiókban (Muravidék, Vendvidék, Őrség, Göcsej, Hetés) zajlanak.
Söveges Gordana házas, családjával Celjében él. Több tanulmány, tudományos cikk és könyv szerzője magyar és szlovén nyelven egyaránt. Szintén részt vesz tudományos gyűjtemények és monográfiák összeállításánál és lefordításánál. Kutatási területének fő témája a szlovéniai magyarság.

## Külső hivatkozások
- Pisma o ljubezni in usodi v veliki vojni (delo.si)
- Biografije zaposlenih v PAM - Pokrajinski arhiv Maribor[halott link]